# Bryce Cotton
Pour les articles homonymes, voir Cotton.
Bryce Cotton, né le 11 août 1992 à Tucson en Arizona, est un joueur américain de basket-ball.

## Biographie
Le 24 février 2015, il signe un contrat de dix jours avec le Jazz de l'Utah. Le 6 mars 2015, il signe un second contrat de dix jours avec le Jazz.
Au début de la saison 2016-2017, Cotton signe un contrat avec l'Anadolu Efes Spor Kulübü, club turc qui dispute l'Euroligue mais il quitte le club en décembre et est remplacé par Brandon Paul.